# The Attack on the Mill
The Attack on the Mill è un cortometraggio muto del 1910 diretto da Edwin S. Porter.

## Trama
Trama di Moving Picture World synopsis in (EN)  su IMDb

## Produzione
Il film fu prodotto dalla Edison Manufacturing Company.

## Distribuzione
Distribuito dalla General Film Company, il film - un cortometraggio in un rullo - uscì nelle sale cinematografiche statunitensi il 12 agosto 1910.